# Damiano Longhi
Damiano Longhi (Faenza, 27 de setembre de 1966) és un futbolista italià retirat que jugava de migcampista. Longhi va destacar a les files del Calcio Padova, on va jugar més de 250 partits entre 1987 i 1996. Va convertir-se en un dels símbols del seu equip de principis dels 90. La temporada 96/97 va passar una breu estada a l'Hèrcules CF. A la seua tornada d'Alacant, la seua carrera ha transcorregut per equips modestos del seu país.